# Apocalypse (album de Mahavishnu Orchestra)
Pour les articles homonymes, voir Apocalypse (homonymie).
Albums de Mahavishnu Orchestra
Between Nothingness and Eternity
(1973) Visions of the Emerald Beyond
(1975)
Apocalypse est le troisième album studio du Mahavishnu Orchestra, sorti en avril 1974.
L'opus est interprété conjointement avec l'Orchestre symphonique de Londres dirigé par Michael Tilson Thomas. 
Au verso de la pochette on trouve un poème de Sri Chinmoy, le guide spirituel de John McLaughlin.
L'album s'est classé 10e au Top Jazz Albums et 43e au Billboard 200.

## Liste des titres
Toutes les chansons sont écrites et composées par John McLaughlin, à l'exception des paroles Smile of the Beyond, écrites par Eve « Mahalakshmi » McLaughlin.
| 1. | Power of Love           | 4:36  |
| 2. | Vision is a Naked Sword | 14:16 |
| 3. | Smile of the Beyond     | 7:56  |

| 1. | Wings of Karma | 6:12  |
| 2. | Hymn to Him    | 19:23 |

## Musiciens
- John McLaughlin : guitares
- Gayle Moran : claviers, chant
- Jean-Luc Ponty : violons électriques
- Ralphe Armstrong : basse, chant
- Narada Michael Walden : batterie, percussions, chant
- Michael Tilson Thomas : chef d'orchestre, piano
- Michael Gibbs : orchestration
- Marsha Westbrook : alto
- Carol Shive : violon, chant
- Philip Hirschi : violoncelle, chant